# Élections européennes de 2019 en Pologne
Les élections européennes de 2019 en Pologne se déroulent le 26 mai.
Le scrutin voit la victoire de la coalition de droite formée autour du parti au pouvoir, Droit et justice, qui devance de sept points la Coalition européenne, une large alliance des principaux partis d'opposition.
Le 52e élu (PiS) ne siège qu'après l'entrée en vigueur du Brexit, à compter du 1er février 2020, car la Pologne bénéficie d'un siège supplémentaire, à la suite de la redistribution partielle des sièges du Royaume-Uni.

## Contexte
Au niveau européen, le scrutin intervient dans un contexte inédit. La mandature 2014-2019 a en effet vu intervenir plusieurs événements susceptibles d'influer durablement sur la situation politique européenne, comme le référendum sur l'appartenance du Royaume-Uni à l'Union européenne en 2016, l'arrivée ou la reconduction au pouvoir dans plusieurs pays de gouvernements eurosceptiques et populistes (en Hongrie en 2014, en Pologne en 2015, en Autriche en 2017 et en Italie en 2018) et l'adoption de l'Accord de Paris sur le climat en 2015. Les élections interviennent alors que la Commission européenne est présidée depuis 15 ans par le Parti populaire européen (PPE) ; la Commission sortante, présidée par Jean-Claude Juncker, rassemble des membres du PPE, de l'Alliance des libéraux et des démocrates pour l'Europe et du Parti socialiste européen.

Les quatorze circonscriptions de la Pologne pour les élections européennes.

En Pologne, les élections européennes ont lieu près de quatre ans après l'arrivée au pouvoir du parti Droit et justice. Le gouvernement polonais a été épinglé au niveau européen pour ses atteintes aux droits fondamentaux, à la démocratie et à l'état de droit, notamment pour sa réforme de la justice (réduisant l'indépendance des magistrats), son contrôle accru sur les médias publics et privés ou sa volonté de restreindre plus encore le droit à l'avortement. Lors des élections de 2015, aucun parti de gauche n'avait atteint le seuil électoral, ce qui avait permis au parti Droit et justice d'obtenir la majorité absolue à l'assemblée.

## Mode de scrutin
Les eurodéputés polonais sont élus au suffrage universel direct par les citoyens polonais et les ressortissants de l'UE résidant de façon permanente en Pologne, et âgés de plus de 18 ans.
Le scrutin se tient au sein de quatorze circonscriptions selon le mode du vote préférentiel. Les mandats sont attribués par circonscription au niveau national selon la méthode d’Hondt entre les listes ayant dépassé 5 % des suffrages exprimés, puis les sièges sont attribués aux listes selon la méthode du plus fort reste.

## Campagne

### Forces en présence
| Coalition | Coalition                      | Parti                                            | Parti                                                     | Idéologie et positionnement                                        | Chef de file          | Parti européen | Sortants | Sortants         |
| Coalition | Coalition                      | Parti                                            | Parti                                                     | Idéologie et positionnement                                        | Chef de file          | Parti européen | Nombre   | Groupe politique |
| --------- | ------------------------------ | ------------------------------------------------ | --------------------------------------------------------- | ------------------------------------------------------------------ | --------------------- | -------------- | -------- | ---------------- |
|           | Coalition européenne (en) (KE) |                                                  | Plate-forme civique (PO)                                  | Centre Libéral-conservatisme, centrisme                            | Grzegorz Schetyna     | PPE            | 18 / 51  | PPE              |
|           | Coalition européenne (en) (KE) | Alliance de la gauche démocratique (SLD)         | Centre gauche Social-démocratie, troisième voie           | Włodzimierz Czarzasty                                              | PSE                   | 3 / 51         | S&D      |                  |
|           | Coalition européenne (en) (KE) | Les Verts (Z)                                    | Gauche Écologie politique, progressisme                   | Marek Kossakowski                                                  | PVE                   | 0 / 51         |          |                  |
|           | Coalition européenne (en) (KE) | Maintenant ! (pl) (T !)                          | Centre Néolibéralisme, libéralisme économique             | Ryszard Petru                                                      | ALDE                  | 0 / 51         |          |                  |
|           | Coalition européenne (en) (KE) | .Moderne (.N)                                    | Centre Libéralisme, féminisme                             | Katarzyna Lubnauer                                                 | ALDE                  | 0 / 51         |          |                  |
|           | Coalition européenne (en) (KE) | Parti paysan polonais (PSL)                      | Centre droit Agrarisme, démocratie chrétienne             | Władysław Kosiniak-Kamysz                                          | PPE                   | 4 / 51         | PPE      |                  |
|           | Droite unie                    |                                                  | Droit et justice (PiS)                                    | Droite National-conservatisme, démocratie chrétienne               | Jarosław Kaczyński    | ACRE           | 14 / 51  | CRE              |
|           | Droite unie                    | Pologne solidaire (SP)                           | Droite National-conservatisme, solidarisme                | Zbigniew Ziobro                                                    |                       | 0 / 51         |          |                  |
|           | Droite unie                    | Alliance de Jarosław Gowin (P)                   | Centre droit Libéral-conservatisme, démocratie chrétienne | Jarosław Gowin                                                     |                       | 0 / 51         |          |                  |
|           | Printemps (Wiosna)             | Printemps (Wiosna)                               | Printemps (Wiosna)                                        | Centre gauche à gauche Social-démocratie, progressisme             | Robert Biedroń        |                | 0 / 51   |                  |
|           | Kukiz'15 (K'15)                | Kukiz'15 (K'15)                                  | Kukiz'15 (K'15)                                           | Droite Populisme, démocratie directe                               | Paweł Kukiz           |                | 0 / 51   |                  |
|           | Confédération (Konf.)          |                                                  | KORWiN (W)                                                | Droite Paléo-libertarianisme, laissez-faire                        | Janusz Korwin-Mikke   |                | 2 / 51   | ELDD (1), NI (1) |
|           | Confédération (Konf.)          | Mouvement national (RN)                          | Extrême droite Nationalisme, anti-mondialisme             | Robert Winnicki                                                    |                       | 0 / 51         |          |                  |
|           | Confédération (Konf.)          | Réveil (Pobudka)                                 | Extrême droite Monarchisme, traditionalisme               | Grzegorz Braun                                                     |                       | 0 / 51         |          |                  |
|           | Confédération (Konf.)          | Les Efficaces (pl) (Skuteczni)                   | Droite Libéralisme classique, libéralisme économique      | Piotr Liroy-Marzec                                                 |                       | 0 / 51         |          |                  |
|           | Confédération (Konf.)          | Fédération pour la République (pl) (FdR)         | Droite National-libéralisme, démocratie nationale         | Marek Jakubiak                                                     |                       | 0 / 51         |          |                  |
|           | Gauche ensemble (pl) (LR)      |                                                  | Ensemble (Razem)                                          | Gauche Socialisme démocratique, féminisme                          | Adrian Zandberg       | DiEM25         | 0 / 51   |                  |
|           | Gauche ensemble (pl) (LR)      | Union du travail (UP)                            | Gauche Social-démocratie, progressisme                    | Waldemar Witkowski                                                 | PSE                   | 1 / 51         | S&D      |                  |
|           | Gauche ensemble (pl) (LR)      | Entente nationale polonaise des syndicats (OPZZ) | Gauche Anticapitalisme, solidarisme                       | Jan Guz                                                            |                       | 0 / 51         |          |                  |
|           | Gauche ensemble (pl) (LR)      | Mouvement pour la justice sociale (pl) (RSS)     | Extrême gauche Anticapitalisme, socialisme                | Piotr Ikonowicz                                                    |                       | 0 / 51         |          |                  |
|           | Polska Fair Play (pl) (PFP)    | Polska Fair Play (pl) (PFP)                      | Polska Fair Play (pl) (PFP)                               | Centre droit Libéralisme économique, libéral-conservatisme         | Robert Gwiazdowski    |                | 0 / 51   |                  |
|           | Coalition PolEXIT (P-K)        |                                                  | Congrès de la Nouvelle Droite                             | Droite Libéral-conservatisme, populisme de droite, euroscepticisme | Stanisław Żółtek      | MENL           | 2 / 51   | ENL              |
|           | Unité de la nation (pl) (JN)   | Unité de la nation (pl) (JN)                     | Unité de la nation (pl) (JN)                              | Droite Conservatisme, ordolibéralisme, euroscepticisme             | Gabriel Janowski (pl) |                | 0 / 51   |                  |

### Déroulement

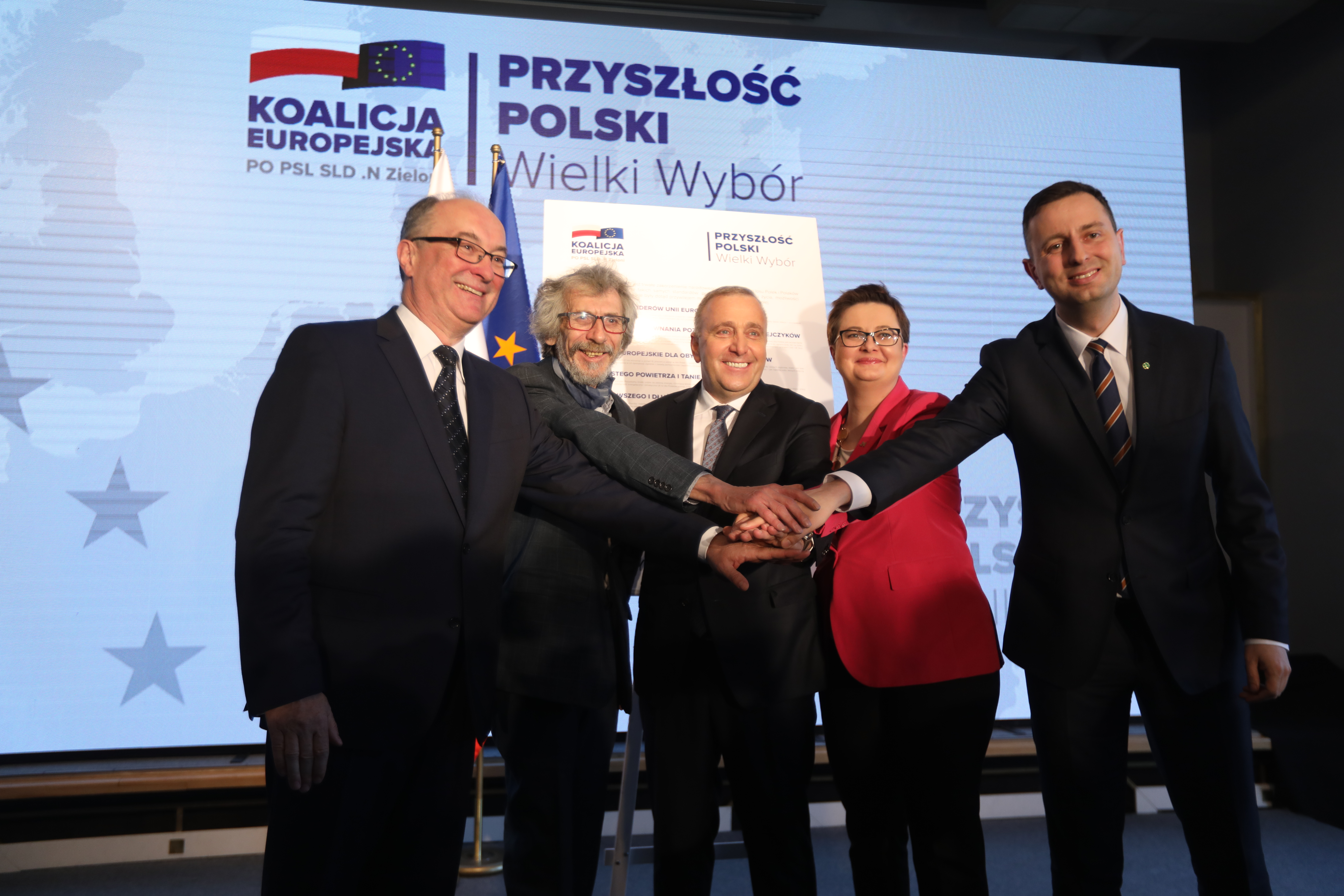
Les dirigeants de la Coalition européenne le 4 avril 2019.

Le 3 février 2019, Robert Biedron lance son parti politique Printemps (Wiosna), promettant la séparation de l’Église et de l’État, la libéralisation de l’IVG, la reconnaissance de l’union de personnes de même sexe et la sortie du charbon d'ici 2035.
Par ailleurs, plusieurs partis appellent à la création d’une large alliance pro-européenne pour faire opposition au parti Droit et justice. Mi-février, le parti social-démocrate SLD, ainsi que le parti vert annoncent rejoindre la plate-forme civique dans cette coalition. Le parti Printemps de Robert Biedron a annoncé ne pas rejoindre cette coalition.
La coalition Droite de la République (PRP) - Mouvement Europe véritable (pl) (RPE) se retire après l'enregistrement des listes.

### Par powiat

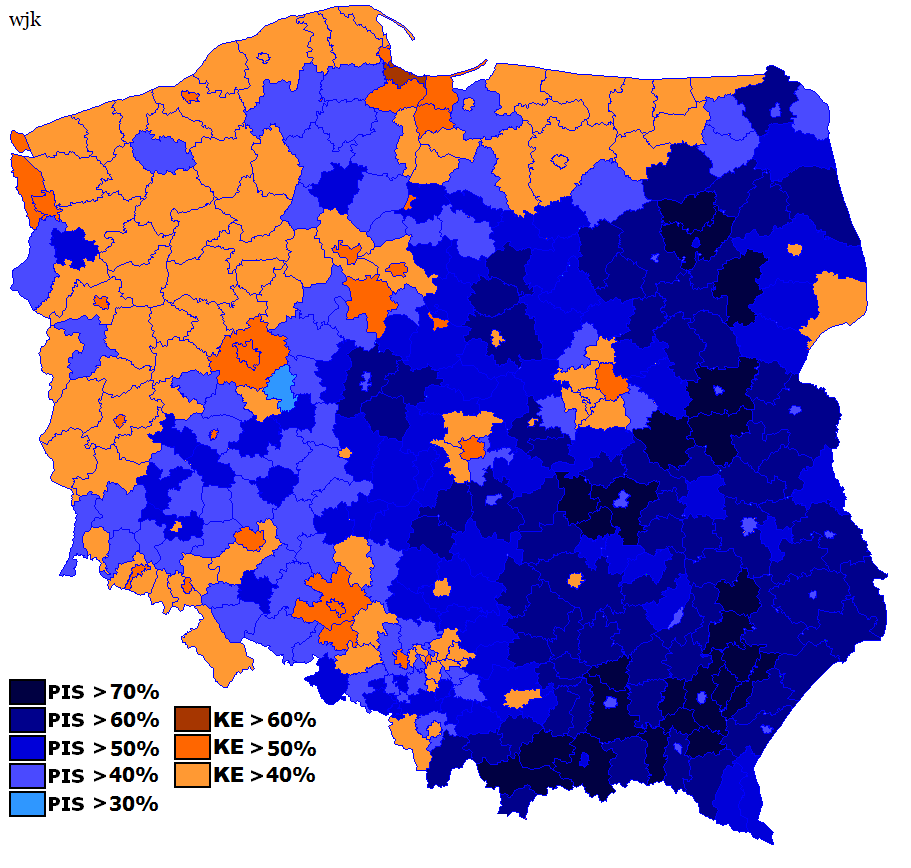
Pargi arrivé en tête par powiat.

### Sondages
N.B. : est mentionné ici le dernier sondage publié par chaque institut. Pour consulter les sondages précédents ou antérieurs à 2019, se reporter à l'article détaillé.
| Sondeur                   | Date          | LR    | Wiosna | KE (en) | K'15  | PiS    | Konf. | Autres |
| ------------------------- | ------------- | ----- | ------ | ------- | ----- | ------ | ----- | ------ |
| Sondeur                   | Date          |       |        |         |       |        |       |        |
| Estymator                 | 16 mai 2019   | 3,1 % | 7,6 %  | 38,5 %  | 5,1 % | 40,3 % | 4,9 % | --     |
| IBSP                      | 16 mai 2019   | 2,2 % | 9,0 %  | 43,6 %  | 4,9 % | 32,9 % | 6,9 % | 0,5 %  |
| Kantar                    | 15 mai 2019   | 3,0 % | 8,0 %  | 28,0 %  | 3,0 % | 43,0 % | 4,0 % | --     |
| OPB Ariadna               | 13 mai 2019   | 2,0 % | 10,0 % | 32,0 %  | 5,0 % | 36,0 % | 2,0 % | 13,0 % |
| IBRIS                     | 12 mai 2019   | 2,4 % | 7,1 %  | 34,0 %  | 5,3 % | 39,1 % | 4,2 % | 7,8 %  |
| Indicator                 | 11 mai 2019   | --    | 8,4 %  | 31,9 %  | 5,4 % | 35,1 % | --    | 19,2 % |
| Ewybory                   | 6 mai 2019    | 2,8 % | 8,1 %  | 37,5 %  | 5,2 % | 40,2 % | 5,6 % | 0,7 %  |
| Social Changes            | 30 avril 2019 | 2,9 % | 12,7 % | 32,6 %  | 8,5 % | 36,8 % | 2,9 % | 3,9 %  |
| Polska Press/Dobra Opinia | 11 avril 2019 | --    | 7,4 %  | 38,3 %  | 6,3 % | 40,7 % | 3,9 % | 3,4 %  |
| CBOS                      | 11 avril 2019 | 1,2 % | 4,8 %  | 32,5 %  | 3,6 % | 49,4 % | 2,4 % | 6,1 %  |
| Pollster                  | 6 avril 2019  | 3,0 % | 10,0 % | 36,0 %  | 6,0 % | 39,0 % | 5,0 % | 1,0 %  |

## Résultats

### Au niveau national
| Parti ou coalition       | Parti ou coalition             | Voix       | %     | +/-   | Sièges | +/-           | Groupe  |
| ------------------------ | ------------------------------ | ---------- | ----- | ----- | ------ | ------------- | ------- |
|                          | Droit et justice (PiS)         | 6 192 780  | 45,38 | 13,60 | 27     | 8             | CRE     |
|                          | Coalition européenne (en) (KE) | 5 249 935  | 38,47 | 10,22 | 22     | 6             | PPE/S&D |
|                          | Printemps (Wiosna)             | 826 975    | 6,06  | Nv.   | 3      | 3             | S&D     |
|                          | Confédération (Konf.)          | 621 188    | 4,55  | 3,16  | 0      | en stagnation |         |
|                          | Kukiz'15 (K'15)                | 503 564    | 3,69  | Nv.   | 0      | en stagnation |         |
|                          | Gauche ensemble (pl) (LR)      | 168 745    | 1,24  | Nv.   | 0      | en stagnation |         |
|                          | Polska Fair Play (pl) (PFP)    | 74 013     | 0,54  | Nv.   | 0      | en stagnation |         |
|                          | Coalition PolEXIT (P-K)        | 7 900      | 0,06  | 7,09  | 0      | 4             |         |
|                          | Unité de la nation (pl) (JN)   | 2 211      | 0,02  | Nv.   | 0      | en stagnation |         |
|                          |                                |            |       |       |        |               |         |
| Votes valides            | Votes valides                  | 13 647 311 | 99,17 |       |        |               |         |
| Votes blancs et nuls     | Votes blancs et nuls           | 113 663    | 0,83  |       |        |               |         |
| Total                    | Total                          | 13 760 974 | 100   | -     | 52     | 1             | -       |
| Abstentions              | Abstentions                    | 16 357 878 | 54,32 |       |        |               |         |
| Inscrits / Participation | Inscrits / Participation       | 30 118 852 | 45,68 |       |        |               |         |